# 尚州音乐会踩踏事故
尚州音乐会踩踏事故是2005年10月3日发生于大韩民国庆尚北道尚州市公民体育场的踩踏事件。

## 历史
2005年10月3日下午5时40分左右，在韩国庆尚北道尚州市溪山洞尚州市民体育场三号门发生了一起踩踏事故。当天是尚州自行车节最后一天活动MBC演唱会，事故发生时1万多人已进入运动场，另有5000多人准备入场。涌入演唱会现场时，观众在拥挤中跌倒一片，造成11人死亡，70多人受伤。伤者被送往尚州圣母医院和尚州红十字医院等，多为老人和儿童等老弱者。